# Sol Bloom

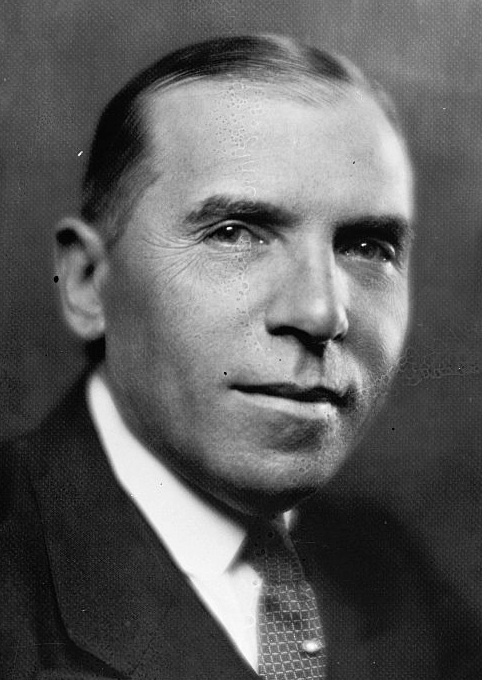
Sol Bloom (1923)

Sol Bloom (* 9. März 1870 in Pekin, Illinois; † 7. März 1949 in Washington, D.C.) war ein US-amerikanischer Politiker. Zwischen 1923 und 1945 vertrat er den Bundesstaat New York im US-Repräsentantenhaus.

## Werdegang
Im Jahr 1873 zog Sol Bloom mit seinen Eltern nach San Francisco in Kalifornien, wo er die öffentlichen Schulen besuchte. Dort arbeitete er zunächst in der Zeitungsbranche. Außerdem kam er mit dem Theater in Kontakt. Bald war er als Theatermanager und Musikverleger tätig. 1893 konzipierte er die Vergnügungsmeile Midway Plaisance auf der Weltausstellung in Chicago. Im Jahr 1903 zog Bloom nach New York City, wo er in der Immobilienbranche und im Baugewerbe arbeitete. Außerdem weitete er sein Musikverlagsgeschäft aus. 1917 war er zur Zeit des Ersten Weltkrieges Hauptmann in der New York Naval Reserve. Politisch war er ursprünglich Mitglied der Republikanischen Partei. Nach seinem Umzug nach New York City wechselte er zu den Demokraten. Außerdem trat er der Gesellschaft Tammany Hall bei.
Nach dem Tod des gewählten Kongressabgeordneten Samuel Marx, der noch vor Beginn der neuen Legislaturperiode verstarb, wurde Bloom bei der fälligen Nachwahl für den 19. Sitz von New York an dessen Stelle in das US-Repräsentantenhaus in Washington gewählt, wo er am 23. Januar 1923 sein neues Mandat antrat. Nach 13 Wiederwahlen konnte er bis zu seinem Tod am 7. März 1949 im Kongress verbleiben. Seit 1945 vertrat er als Nachfolger von Vito Marcantonio den 20. Wahlbezirk seines Staates. In seine Zeit als Kongressabgeordneter fiel Anfang der 1930er Jahre die Weltwirtschaftskrise. Seit 1933 wurden die New-Deal-Gesetze der Roosevelt-Regierung verabschiedet. 1935 wurden erstmals die Bestimmungen des 20. Verfassungszusatzes angewendet, wonach die Legislaturperiode des Kongresses jeweils am 3. Januar endet bzw. beginnt. Seit 1941 war auch die Arbeit des Kongresses von den Ereignissen des Zweiten Weltkrieges und dessen Folgen geprägt.
Ab 1939 war Bloom für acht Jahre Vorsitzender des Auswärtigen Ausschusses. 1943 war er Mitglied der amerikanischen Delegation der Bermuda-Konferenz. Im Jahr 1949 leitete er den Sonderausschuss Special Committee on Chamber Improvements. 1932 war er auch Direktor der Kommission zur Vorbereitung der Feierlichkeiten anlässlich des 200-jährigen Geburtstages von George Washington (United States George Washington Bicentennial Commission). Darüber hinaus leitete die Kommission für die Feiern zum 150. Geburtstag des Obersten Bundesgerichts. Im Jahr 1939 war er Bundesbeauftragter für die New York World’s Fair. 1945 war er Mitglied der amerikanischen Delegation bei der Gründung der UNO. Die ersten Worte der Präambel der UN (We the People of the United Nations…) wurden von ihm vorgeschlagen. Im Januar 1946 nahm er als Delegierter an der Vollversammlung der Vereinten Nationen in London teil. Es war sein Vorschlag, dass die UNO die Finanzen der bereits 1943 gegründeten United Nations Relief and Rehabilitation Administration übernehmen sollte, was dann auch geschah. Sol Bloom starb am 7. März 1949 in der Bundeshauptstadt Washington.